# Santa Clara de Perpinyà

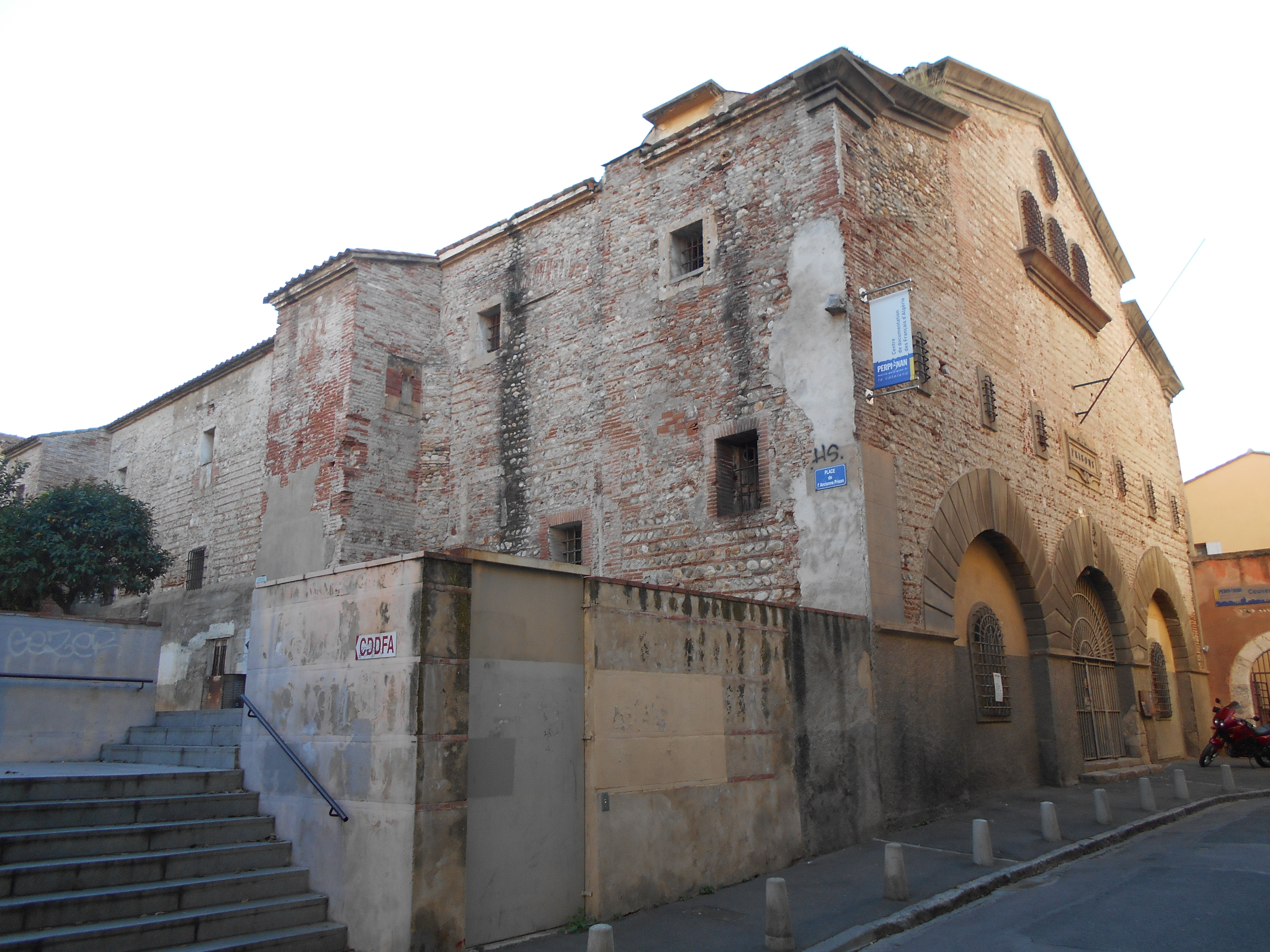
L'església del convent de Santa Clara

Santa Clara de Perpinyà és l'antiga capella del convent de Santa Clara, després presó, de la ciutat de Perpinyà, a la comarca del Rosselló, de la Catalunya del Nord.
Les religioses de Santa Clara, sovint denominades Dames de Santa Clara, popularment clarisses pertanyen a un orde religiós fundat per sant Francesc d'Assís per a les monges franciscanes agrupades a l'entorn de santa Clara d'Assís a l'Orde de Germanes Pobres de Santa Clara. Per això se'l coneix com a orde segon de Sant Francesc.

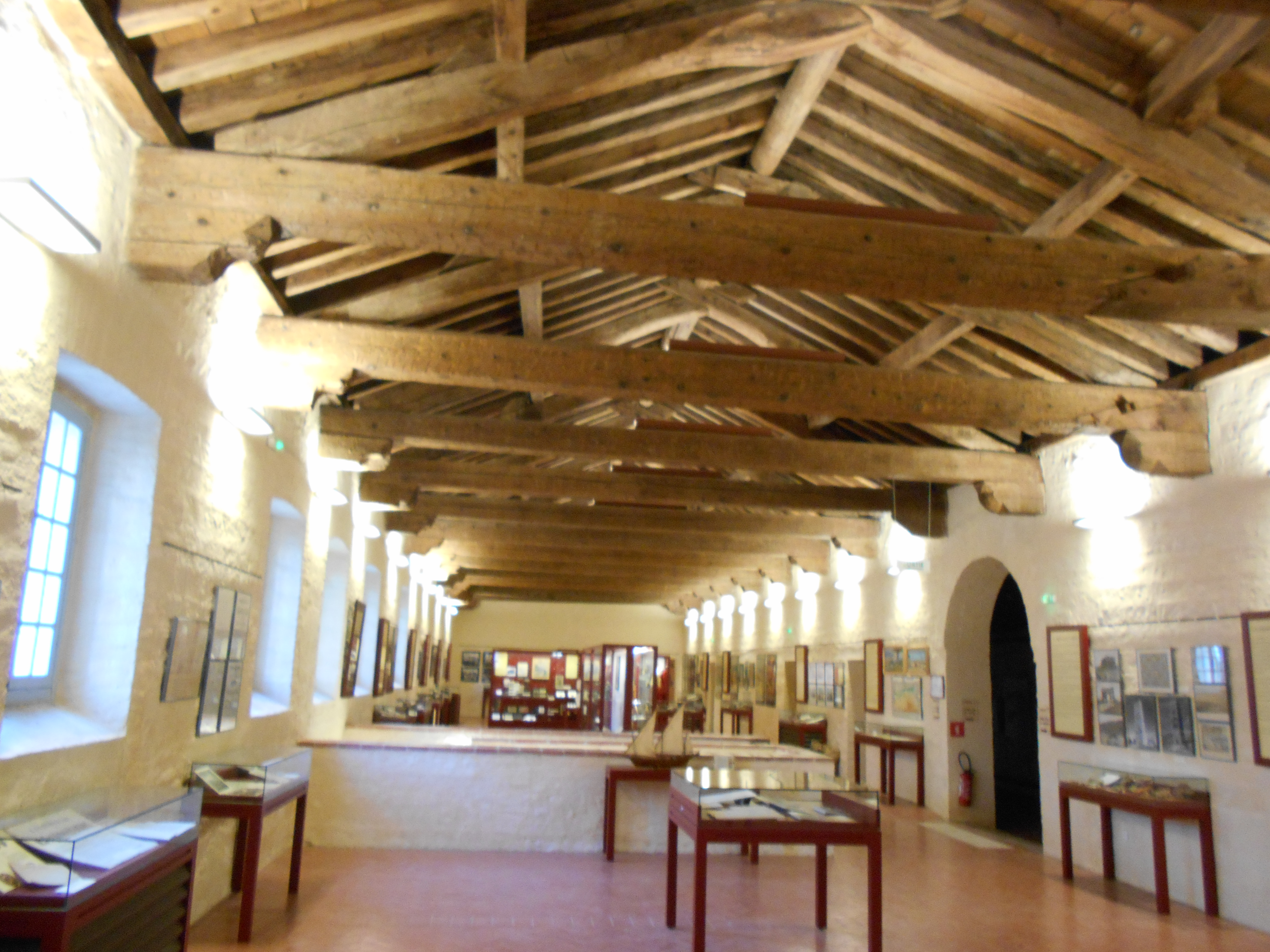
Antic dormitori que acull l'exposició permanent del Centre de documentació dels francesos d'Algèria

Està situat a la zona sud de la ciutat vella, en el barri de la Real, al límit amb el de Sant Mateu. És al carrer del General Derroja, antic carrer de la Presó, ja que el convent de Santa Clara fou convertit en presó després de la Revolució Francesa, al llarg dels segles XIX i XX, abans que es construís la nova presó perpinyanenca, a ponent de la ciutat.
En l'actualitat l'antic convent i després presó acull el Centre de documentació dels francesos d'Algèria, amb interessants exposicions temporals sobre la presència dels popularment denominats pieds noirs en la vida social francesa al llarg de la història. El convent ha conservat la presència visual de presó, i és encara en procés de recuperació integral.

## Història

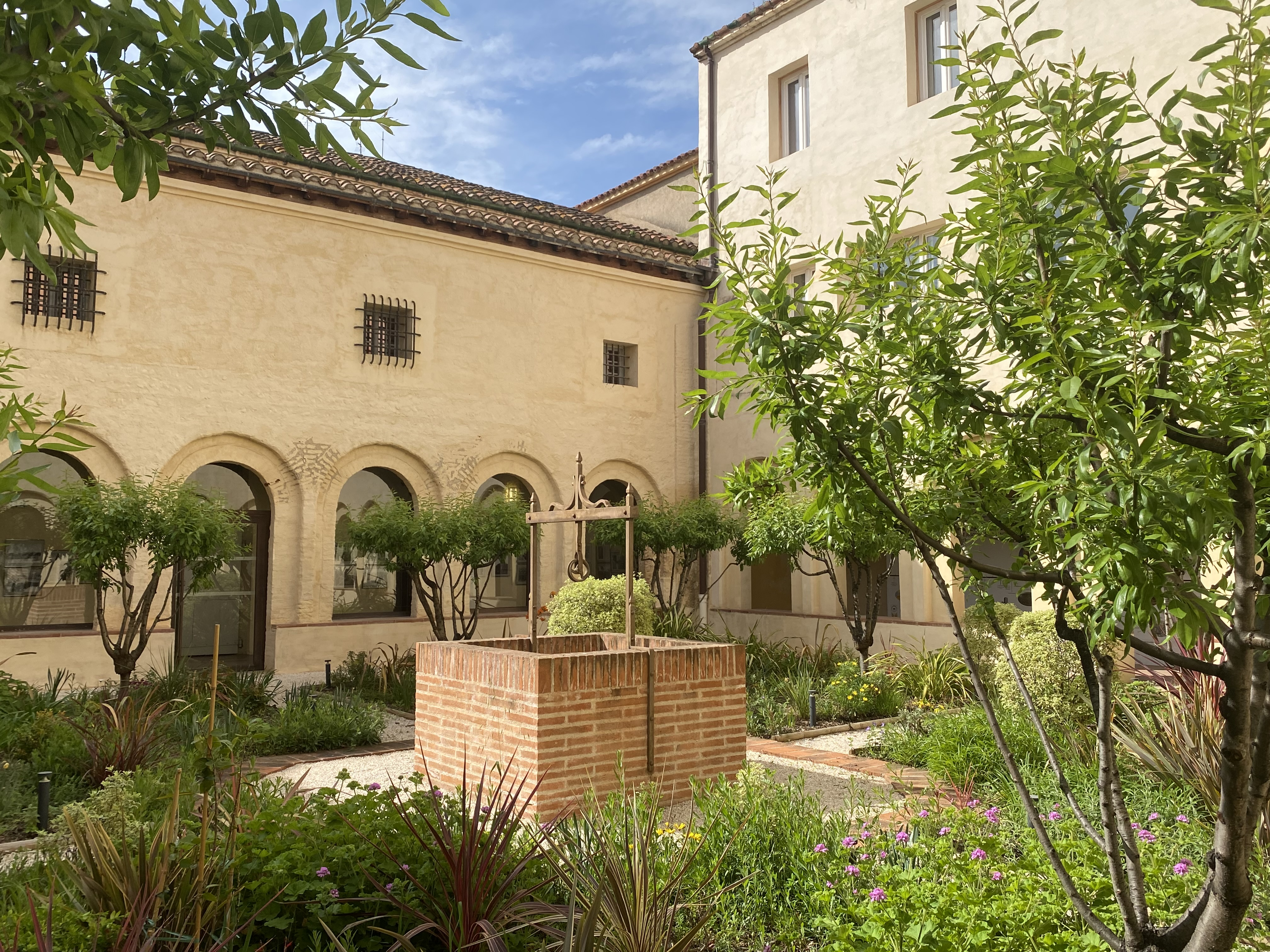
Claustre de l'antic convent, després pati de la presó

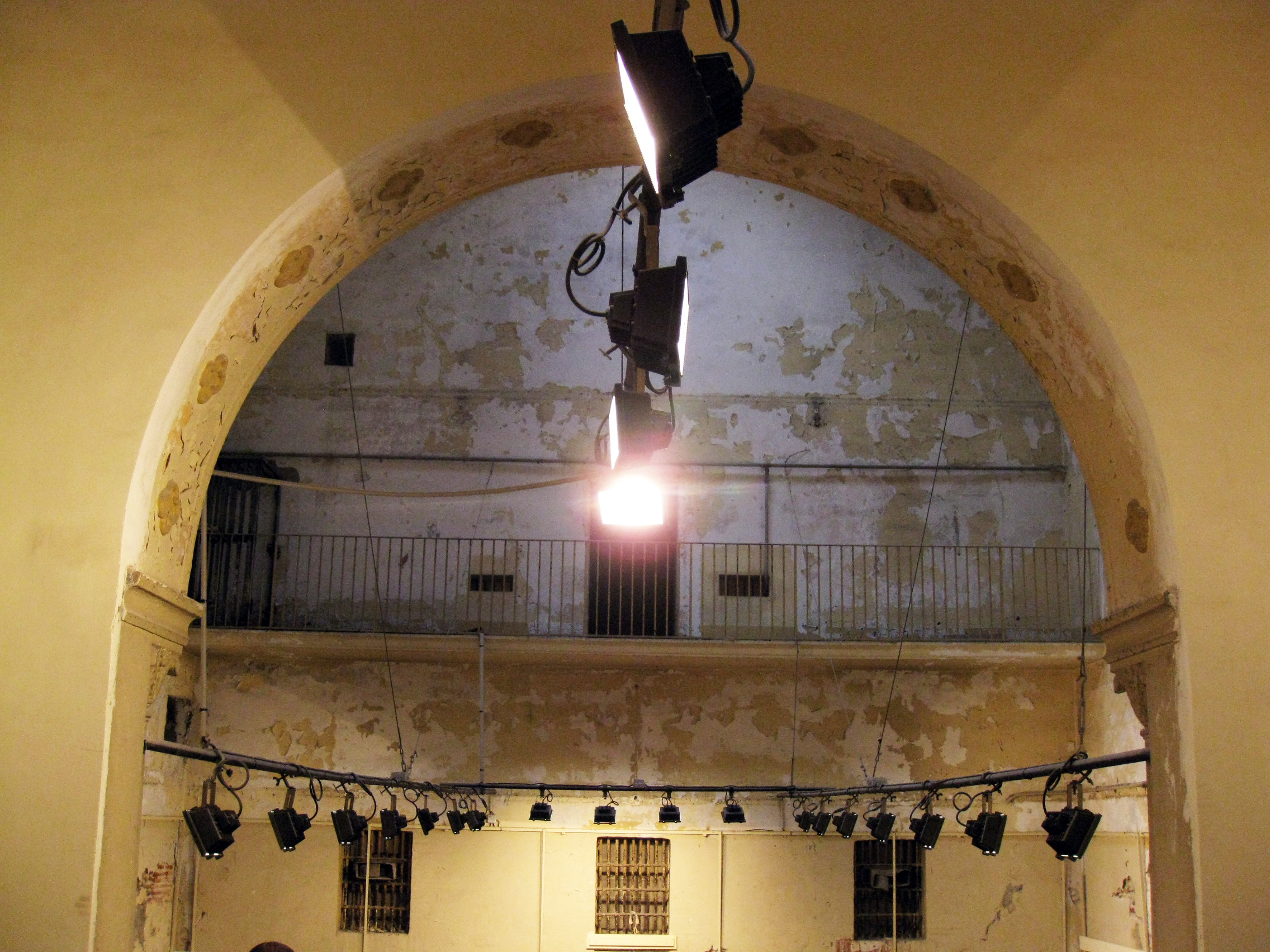
Interior de l'església conventual

Aquest convent de Santa Clara, tanmateix, no havia estat el primer estatge de les clarisses a Perpinyà, ja que la presència de les clarisses a Perpinyà té un historial prou llarg. S'havien establert a Perpinyà vers 1244 o 1250, i el 1269 hi consten unes deixes de Jaubert Roffí als convents dels Carmes, dels Mínims i de les Dames de Santa Clara. Al llarg de la història consten en set convents diferents, a més de cinc cases on van ser acollides temporalment. Així mateix, al llarg de la història estan documentades 535 monges, entre les quals 67 abadesses.
El primer convent era, com consta en una venda del 24 de febrer del 1273 feta per Pere Roma, de Perpinyà, a l'abadessa Ermengarda de Botonac, elegida un any abans, d'un camp situat entre el Rec comtal o de Sant Martí i la Bassa, confrontant amb el camí d'Orla i de Tuïr (és a dir, a la zona propera al cementiri vell de Sant Martí). Era fora de la muralla perpinyanenca, prop de la Porta de Sant Martí. Al costat seu discorria el Ganganell, que es travessava per la Palanca d'en Roma, o Pont de Santa Florentina. Actualment és el lloc on s'inicia l'avinguda de Julien Panchot, no gaire lluny al sud-est del Liceu Aragó. El 1470 consta encara en el mateix lloc, tot i que possiblement era abandonat, ja que a ran de la guerra del 1462 les clarisses consten a casa de Mossèn Marquès, a la plaça del Cerer, ran del convent de la Mercè; ho justifica la inseguretat d'aquell moment històric. El 1448 s'havia allotjat al vell primer convent de Santa Clara la reina Maria de Castella, muller d'Alfons el Magnànim, abans de la seva entrada solemne a la vila, duta a terme tres dies després de la seva arribada a Santa Clara.
El 1474, tanmateix, els seus edificis ja devien haver estat destruïts per les noves obres de defensa empreses a la ciutat: les seves restes són esmentades com a vell monestir de Santa Clara. El convent es traslladà a l'interior de la vila, en un lloc proper, entre la Porta de Sant Martí i el convent de la Mercè, en una plaça anomenada Quart Coronell. Una trentena d'anys romangueren en aquest emplaçament, fins que el 1502 foren reallotjades a Santa Magdalena, antic monestir que només comptava amb quatre monges. El motiu que consta en els documents que en parlen és les deficiències que presentava el seu allotjament (en lo lloch ahont estavan vivian mal sanas). Tanmateix, poc temps estigueren a Santa Magdalena, ja que passaren a una casa de la parròquia de Sant Jaume que havia estat abandonada pels Frares Menors de l'Observança el 1504. Possiblement es tractava del Convent de la Passió, ja que poc després se les anomena Germanes de Santa Clara de la Passió. Consta que el convent era prop de la Porta d'Elna i del convent dels Carmes, dins de la vila i a prop del Lupanar majus, lo Publich, el gran prostíbul de Perpinyà. Fins al segle xix constava en aquest sector un carrer de Santa Clara la Vella de la Passió, més tard denominat Travessa de la Bomba dels Terrissaires.

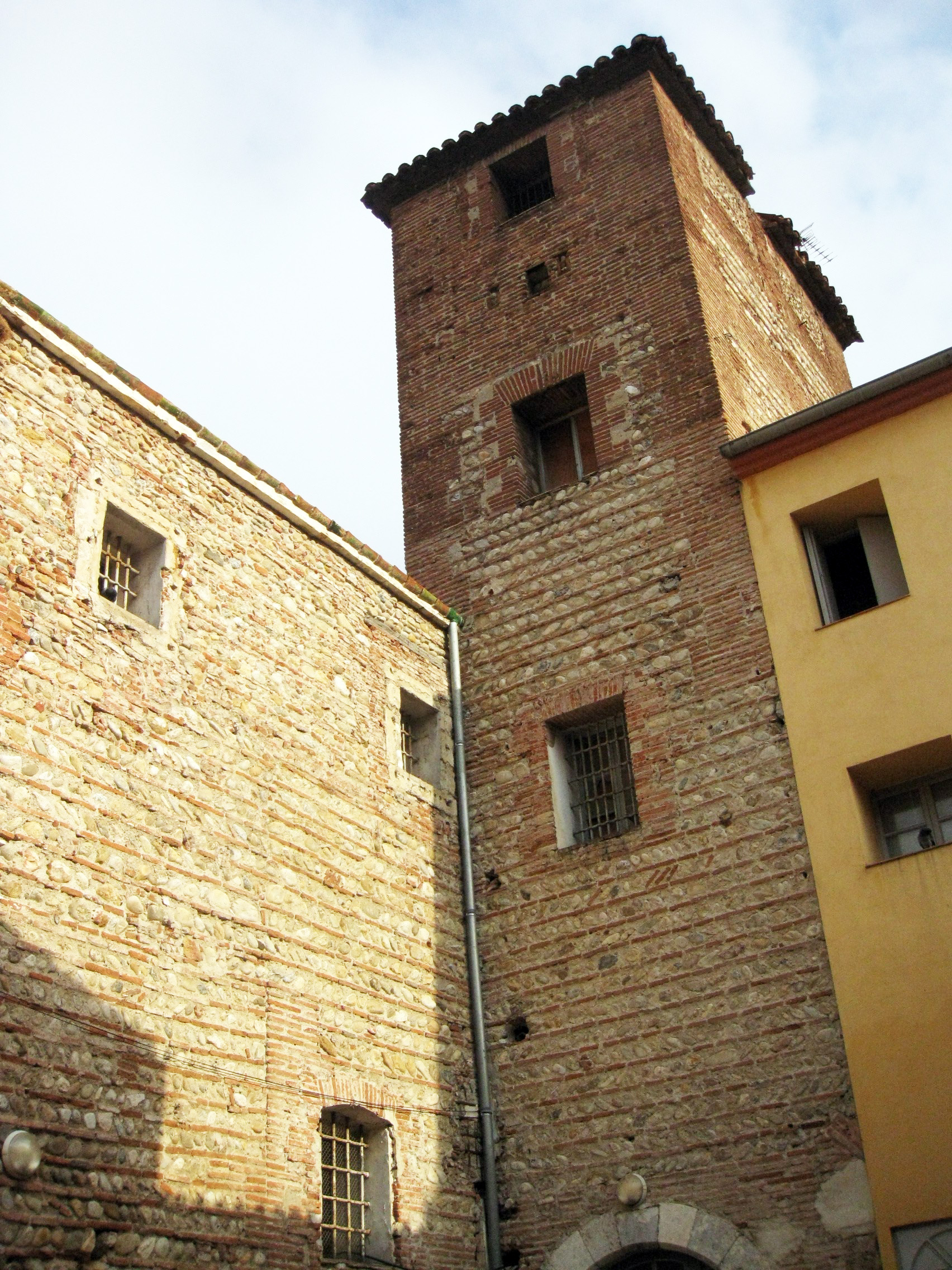
Campanar del convent

Tanmateix, també fou abandonat aquest emplaçament per tal de traslladar-se fora muralles, a prop d'aquell lloc, a la zona on hi havia hagut també el vell llatzeret o Hospital de Sant Llàtzer (aproximadament, en els entorns de l'actual cruïlla del Bulevard d'Aristide Briand amb el carrer de Léon Bourgeois). Ja al segle xvi el llatzeret i el vell convent de Santa Clara havien quedat afectats per les noves fortificacions de la vila, i el 1548 el nou convent, situat al Gramenar, estava en construcció, i el 1550 les monges ja hi eren instal·lades. El nou convent de Santa Clara contenia una de les grans cisternes d'aprovisionament d'aigua de Perpinyà: juntament amb les dels convents dels Carmes i dels Mínims, tenien una capacitat total d'un milió de litres.
El 1792 les clarisses foren expulsades d'aquest convent, que passà a ser presó departamental. Retornaren a Perpinyà el 1822, instal·lades en una casa de la parròquia de la Real; el 1825 obriren convent al carrer Petit de la Moneda, al barri de Sant Mateu. El 1849 tornaven a canviar d'emplaçament, en aquest cas al carreró dels Ametllers, altre cop al barri de la Real, i el 1878, al Vernet, on són encara, en el número 107 de l'avinguda del Mariscal Joffre, on hi ha el convent amb la seva església de Santa Clara.